# 1АДМ-1,3

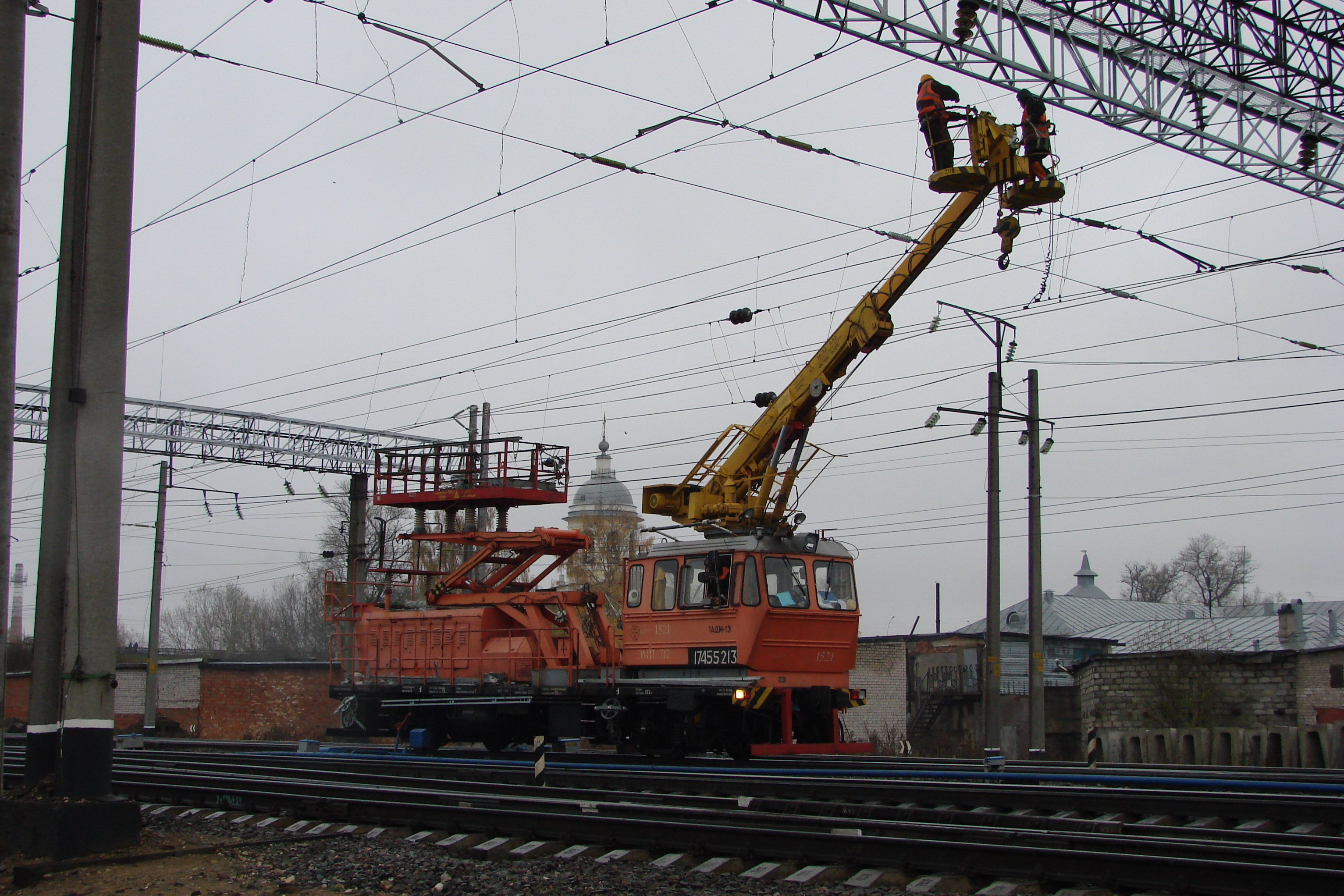
Автомотриса 1АДМ-1.3 энергомонтажного поезда № 712

1АДМ-1.3 — автомотриса дизельная монтажная модернизированная — самоходный двухосный экипаж с двигателем внутреннего сгорания.
Данный вид машины относится к категории путевой техники для служб энергоснабжения. Оснащенная изолированной подъемно-поворотной рабочей площадкой и телескопическим краном с двумя люльками, автомотриса 1АДМ-1.3 используется при выполнении строительно-монтажных, ремонтных работ и работ по текущему содержанию контактной сети.

## Производитель

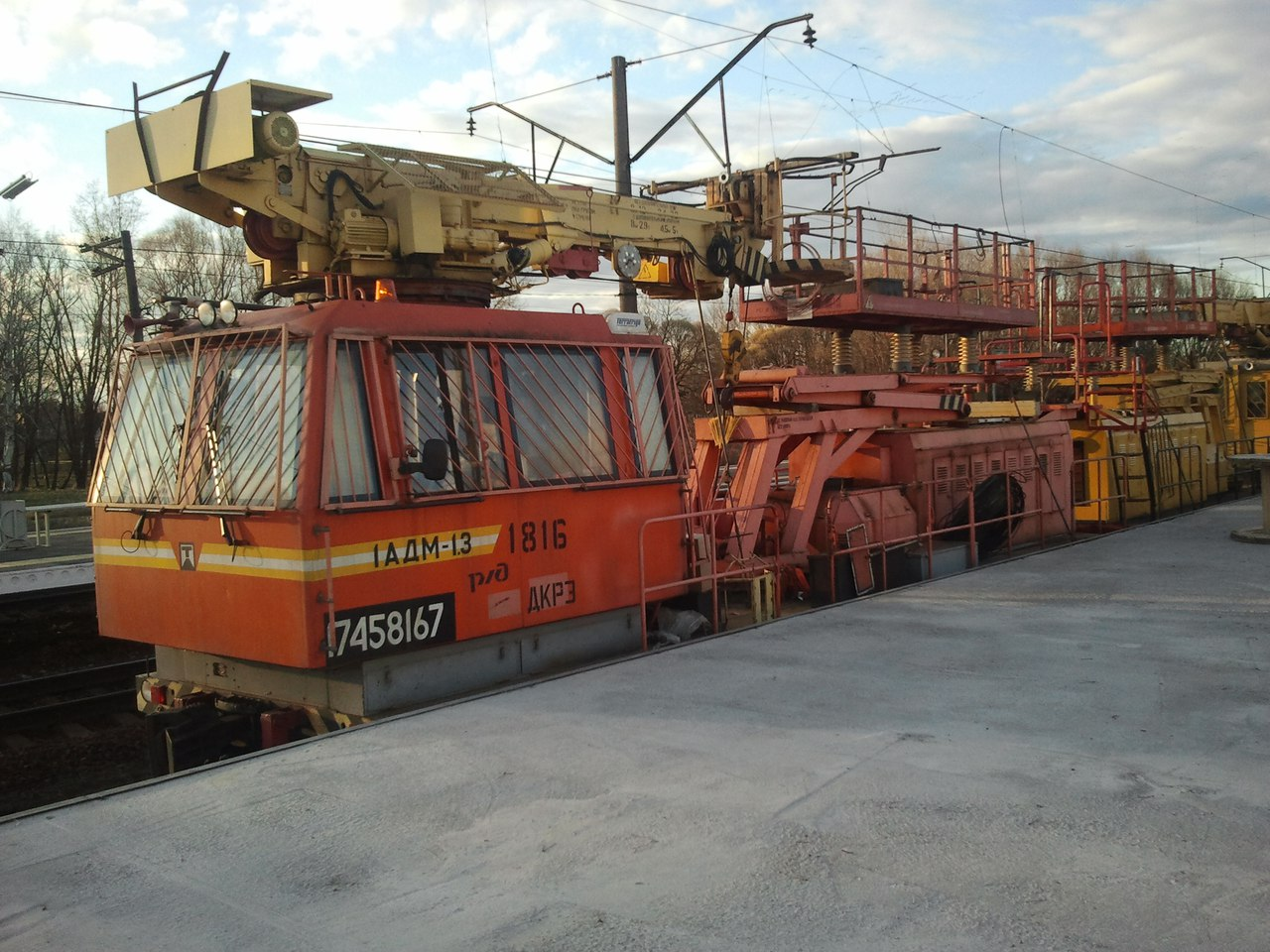
Автомотриса 1АДМ-1.3 - 1816 на отстое

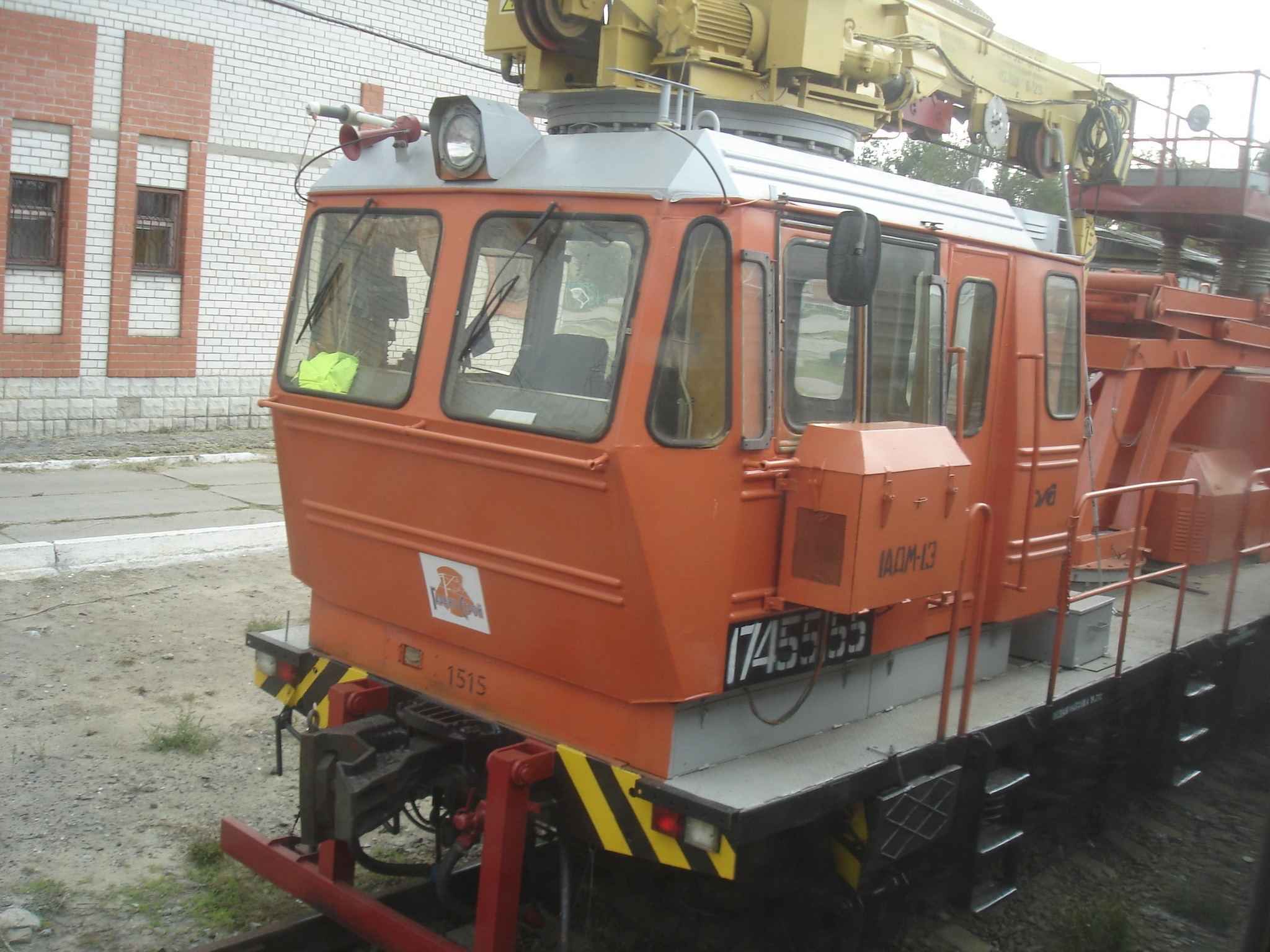
Кабина 1АДМ-1,3

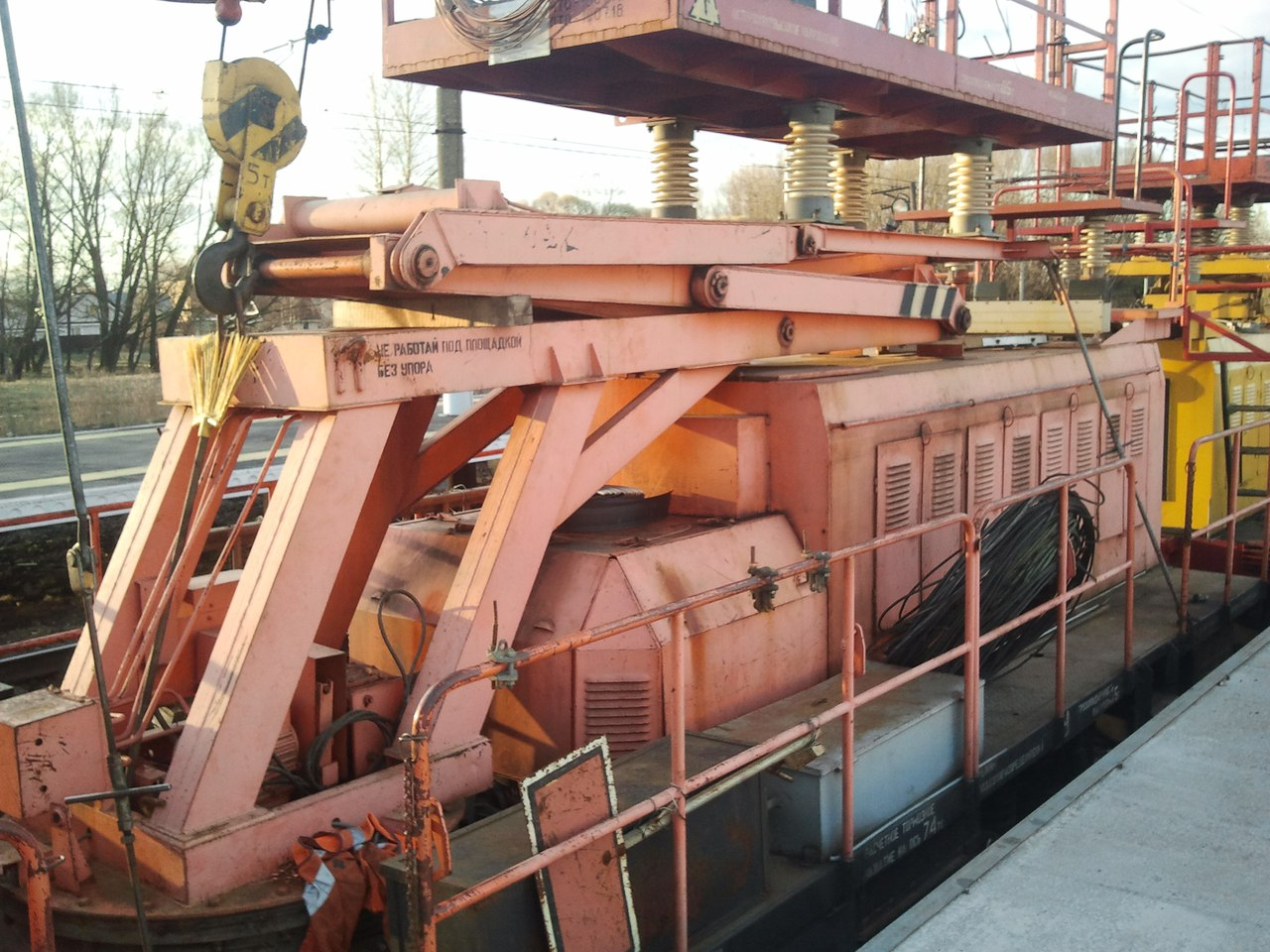
Крановая установка автомотрисы 1АДМ-1.3

ОАО «Тихорецкий машиностроительный завод им. В. В. Воровского»

## Назначение
- выполнение монтажных, ремонтных, аварийно-восстановительных работ контактной сети на электрифицированных железных дорогах под напряжением 3,3 кВ постоянного тока и 27,5 кВ переменного тока;
- транспортирование платформ с различными грузами;
- питание электроэнергией потребителей в полевых условиях;
- проведение маневровых работ и перевозки рабочих бригад.

## Технические характеристики
| Мощность силовой установки, кВт                      | 220     |
| Скорость конструкционная на площадке max, км/ч       | 90+10   |
| Грузоподъемность, т:                                 |         |
| - собственной платформы                              | 4,5     |
| - крана без дополнительных опор на min/max вылете, т | 3,2/1,2 |
| Грузоподъемность с дополнительными опорами, т, на:   |         |
| - вылете до 4,5 м                                    | 5,0     |
| - максимальном вылете                                | 2,9     |
| Высота подъема от уровня головок рельс:              |         |
| - грузового крюка, м                                 | 8,2     |
| - пола люлек крана, м                                | 8,6     |
| - площадки монтажной, м                              | 7,2     |
| Вылет от оси пути, м:                                |         |
| - крюка грузоподъемного крана, min/max               | 3,4/8,0 |
| - рабочей площадки                                   | 6,9     |
| - люлек подъемника, min/max                          | 3,0/8,4 |
| Прицепная нагрузка, т:                               |         |
| - при маневрах на станции                            | 300     |
| - при следовании на перегоне                         | 60      |
| - пассажировместимость, чел                          | 9       |
| - масса конструктивная, не более, т                  | 35,5    |
| Габаритные размеры, мм:                              |         |
| - длина по осям автосцепок                           | 12 950  |
| - ширина (для колеи 1520 мм)                         | 3 150   |
| - высота (для колеи 1520 мм)                         | 5 190   |
| - база                                               | 7 000   |
| Ширина колеи, мм                                     | 1 520   |